# Гордеев, Сергей Вячеславович
Сергей Вячеславович Гордеев (род. 27 февраля 1977, Заречный, Пензенская область) – российский самбист и дзюдоист, чемпион России и мира по самбо, победитель и призёр розыгрышей Кубка мира по самбо, бронзовый призёр Гран-при по дзюдо 2001 года в Москве, мастер спорта России международного класса по самбо, мастер спорта России по дзюдо.

## Биография
До 10 лет занимался плаванием, футболом, лёгкой атлетикой. В 10 лет увлёкся самбо. Его первым тренером стал Геннадий Пискунов. Позже перешёл к тренеру Владимиру Гритчину.
Выпускник факультета физической культуры Пензенского педагогического института имени Белинского. Офицер Вооружённых Сил России. Член сборной команды страны c 1993 года. Был членом сборной России по дзюдо во время подготовки к Олимпийским играм 2000 года в Сиднее.
В 2013 году оставил большой спорт и перешёл на тренерскую работу.

## Спортивные результаты
- Чемпионат России по самбо 1998 года — ;
- Чемпионат России по самбо 2000 года — ;